# Shimamoto
Shimamoto (島本町, Shimamoto-chō) és una vila i municipi de la prefectura d'Osaka, a la regió de Kansai, Japó. Shimamoto és l'únic integrant del districte de Mishima.

## Geografia
El municipi de Shimamoto es troba al nord-est de la prefectura d'Osaka, a la regió prefectural de Mishima. Administrativament, Shimamoto pertany al districte de Mishima i en l'actualitat és l'únic municipi que el conforma. La vila limita al nord i a l'est amb la prefectura de Kyoto, en concret amb les ciutats de Kyoto, Nagaokakyō, Yawata i Ōyamazaki i a l'oest i al sud amb els municipis de Hirakata i Takatsuki, pertanyents tots dos a la prefectura d'Osaka.

## Història
La vila du el nom del clan Shimamoto, originaris de la zona.

## Política

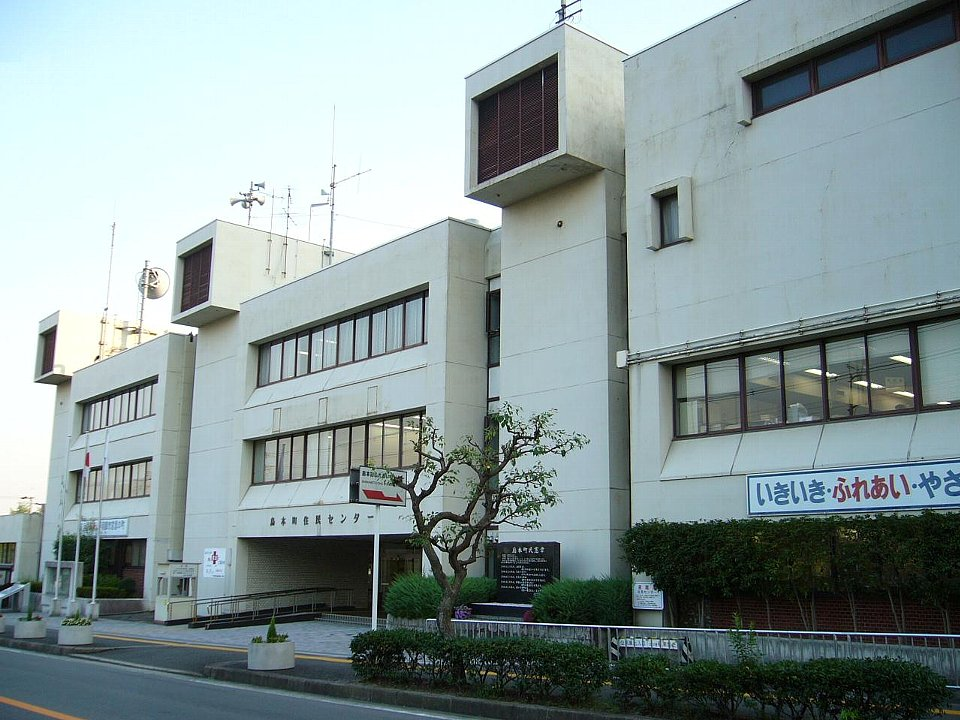
Edifici de l'ajuntament de Shimamoto

### Assemblea municipal
La composició (2018) del ple municipal de Shimamoto és la següent:
| Partit | Partit                               | Partit  | Regidors |
| ------ | ------------------------------------ | ------- | -------- |
|        | Partit Liberal Democràtic            | PLD     | 5 / 14   |
|        | Associació de la Restauració d'Osaka | ARO     | 2 / 14   |
|        | Kōmeitō                              | KMT     | 2 / 14   |
|        | Comunity Net                         | PDC-PDG | 2 / 14   |
|        | Independents                         |         | 3 / 14   |
|        | Escons vacants                       |         | 0 / 14   |

## Demografia
El municipi de Shimamoto és un municipi eminentment rural, tot i que amb les noves connexions ferroviàries (l'estació de Shimamoto es va obrir el 2008) i la seua curta distància de ciutats com Osaka o Kyoto, estant a la meitat exacta del trajecte entre aquestes dues ciutats estan convertint Shimamoto en un suburbi o ciutat dormitori. La destil·leria i els cellers de whisky més antics del Japó, propietat de la marca Suntory, es troben a Shimamoto.

## Transports
- Companyia de Ferrocarril del Japó Occidental (JR West)
  - Estació de Shimamoto
- Ferrocarril Elèctric Hankyū
  - Estació de Minase

## Agermanaments
- Frankfort, estat de Kentucky, EUA.